# Bromazepam
Bromazepam (prodaja se pod imeni Calmepam, Compendium, Creosedin, Durazanil, Lectopam, Lexaurin, Lexilium, Lexomil, Lexotan, Lexotanil, Normoc, Novepam, Somalium, Lexatin, Lekotam) je učinkovina iz skupine benzodiazepinov, ki so jo razvili v 70. letih 20. stoletja. Uporablja se predvsem kot anksiolitik, v višjih odmerkih pa tudi kot pomirjevalo, uspavalo in mišični relaksans.

## Farmakologija
Bromazepam spada med klasične benzodiazepine, kamor sodijo tudi diazepam, oksazepam, lorazepam, klonazepam, nitrazepam, flurazepam in klorazepat.
Molekula bromozepama se veže na GABA-receptorje, in sicer na podskupino GABAA ter povzroči konformacijsko spremembo receptorja in poveča zaviralne učinke GABE. 

### Farmakodinamika
Značilno farmakološko delovanje benzodiazepinov je anksiolitično, hipnotično, mišično relaksantno in antikonvulzivno. Delujejo preko specifičnih benzodiazepinskih receptorjev, ki so najštevilnejši v limbičnem sistemu, hipotalamusu, malih možganih in korpusu striatumu ter z receptorji GABA tvorijo anatomsko in funkcionalno enoto. Po vezavi bromazepama na receptor se poveča transmisija GABA in s tem inhibicija v osrednjem živčevju.
Bromazepam se uporablja kot anksiolitik posebno pri zdravljenju somatskih in visceralnih manifestacij anksioznosti. V manjših odmerkih zmanjšuje psihično napetost, nemir in tesnobo, v velikih odmerkih pa deluje sedativno in mišično relaksantno.

### Absorbcija
Bromazepam se hitro absorbira, največje serumske koncentracije doseže v 1 do 2 urah. Povprečna biološka uporabnost nepresnovljene učinkovine je 84-odstotna.

## Toleranca in zasvojitev
Kot pri drugih benzodiazepinih tudi pri bromazepamu obstaja tveganje zlorabe ter telesne in duševne odvisnosti.
Pri bolnikih z ansiozno motnjo, zdravljenih z bromazepamom, so po nenadni ukinitvi zdravljenja ugotovili odtegnitveni sindrom, ki se kaže kot poslabšanje anksioznosti ter z znaki telesne in duševne odvisnosti.

## Indikacije
- kratkotrajno zdravljenje nespečnosti
- kratkotrajno zdravljenje anksioznosti in paničnih napadov
- oblažitev odtegnitvenega sinroma pri alkoholni ali opiatni odvisnosti (pod zdravstvenim nadzorom)